# 絹丸神社
絹丸神社（きぬまるじんじゃ）は、岐阜県加茂郡富加町加治田にある神社。旧社格は村社。

## 祭神
主祀
- 天照大神（あまてらすすめおおかみ）

配祀。
- 春日四柱神
  - 武甕槌命
  - 経津主命
  - 天児屋根命
  - 比売神
- 白山三神
- 愛宕大明神

## 歴史
- 1686年（貞享3年）2月に勧請された。1907年（明治40年）8月22日に村内の四社（村社神社・白山神社・春日神社・愛宕神社）を移転合祀して加治田字木舟に鎮座し、社名改称を受けて絹丸神社として現在に至る[2]。

## 境内
- 自然崇拝物・鳥居（大正二年一二月）・建碑青年名碑（大正六年四月）・社標（大正六年九月）・常夜燈（大正九年四月）・狛犬（大正十五年）・石垣（昭和四〇年、明治一〇〇年記念）。
- 神体・本殿・拝殿・手水舎・鳥居・社庭・物置小屋等がある。自然崇拝物・石碑等がある。
- 詰所は、神社から離れており、絹丸公民館の隣に建てられた。
- 自然崇拝物として、鳥居をくぐり、右側に小さな自然の土階段を上ると、山の神が祭られている。（さらに上ると、加治田城米置場へ登山できる）
- 水の神も絹丸橋近くに代々、石碑が祭られている。他に蓄魂碑等、石碑と地蔵が多くある。

## 祭礼
- 四月五日に子供会を中心とした祭り神輿が行われている[3]。
- 山の神の上から毎年、餅投げが行われる。
- 六年に一度、加治田区にある神社で登り旗が建てられる。
- 加治田（旧絹丸村）の氏子関係者（住居者）が季節ごとの維持管理を行い、清掃や奉仕を行っている（入口には花壇が植えられている。左神社端には、湧水が加治田山から常に流れている）。
- 大晦日では、代々深夜に蝋燭を灯して氏子（旧加治田衆）が焚火をし、龍福寺の鐘の音と共に、絹丸の人々が深夜に参拝をしている。

## 現地情報
所在地
- 岐阜県加茂郡富加町加治田85‐2

交通アクセス
- 最寄駅：長良川鉄道富加駅より徒歩25分。

周辺
- 富加町役場より加治田絹丸方面へ徒歩15分。